# TýTý 1996
Vyhlášení výsledků VI. ročníku ankety TýTý se konalo 15. února 1997 v Divadle na Vinohradech. Večerem provázel Marek Eben.

## Výsledky
| Kategorie                        | 1. místo         | 2. místo           | 3. místo         |
| -------------------------------- | ---------------- | ------------------ | ---------------- |
| Herečka                          | Jiřina Bohdalová | Jiřina Jirásková   | Jana Hlaváčová   |
| Herec                            | Miroslav Donutil | Viktor Preiss      | Marek Vašut      |
| Zpěvačka                         | Lucie Bílá       | Helena Vondráčková | Věra Martinová   |
| Zpěvák                           | Karel Gott       | Janek Ledecký      | Jan Nedvěd       |
| Bavič                            | Martin Dejdar    | Jan Rosák          | Marek Eben       |
| Moderátor zpravodajských pořadů  | Martin Severa    | Eva Jurinová       | Jolana Voldánová |
| Moderátor publicistických pořadů | Radek John       | Přemek Podlaha     | Josef Klíma      |
| Sportovní komentátor             | Pavel Poulíček   | Petr Vichnar       | Renata Dlouhá    |
| Hlasatel / Hlasatelka            | Saskia Burešová  | Marie Retková      | Anna Wetlinská   |
| Pořad roku (z domácí tvorby)     | Kufr             | Tak neváhej a toč! | Riskuj           |
| Absolutní vítěz                  | Karel Gott       | Lucie Bílá         | Radek John       |